# Correll (Minnesota)
Correll es una ciudad ubicada en el condado de Big Stone en el estado estadounidense de Minnesota. En el Censo de 2010 tenía una población de 34 habitantes y una densidad poblacional de 36,26 personas por km².

## Geografía
Correll se encuentra ubicada en las coordenadas 45°13′55″N 96°9′46″O / 45.23194, -96.16278. Según la Oficina del Censo de los Estados Unidos, Correll tiene una superficie total de 0.94 km², de la cual 0.94 km² corresponden a tierra firme y (0%) 0 km² es agua.

## Demografía
Según el censo de 2010, había 34 personas residiendo en Correll. La densidad de población era de 36,26 hab./km². De los 34 habitantes, Correll estaba compuesto por el 94.12% blancos, el 2.94% eran afroamericanos, el 2.94% eran amerindios, el 0% eran asiáticos, el 0% eran isleños del Pacífico, el 0% eran de otras razas y el 0% pertenecían a dos o más razas. Del total de la población el 2.94% eran hispanos o latinos de cualquier raza.